# جیمز ویلکینسون (ورزشکار)
جیمز ویلکینسون (انگلیسی: James Wilkinson؛ زادهٔ ۲۸ فوریهٔ ۱۹۵۱) ورزشکار، و قایقران قایق بادبانی اهل جمهوری ایرلند است.